# Afpresning
Afpresning er det forhold, at en eller flere personer truer nogen med det formål at opnå en uberettiget vinding. Afpresning er ulovligt ifølge Straffelovens § 281. Et forhold kan kun være omfattet af afpresningsbestemmelsen, når gerningen subjektivt og objektivt sker for at skaffe gerningsmanden eller andre en uberettiget vinding (modsat Straffelovens § 260 om ulovlig tvang). Det er uden betydning, om gerningsmanden rent faktisk har tænkt sig at realisere det, der trues med. Der kræves altså kun forsæt til truslens fremsættelse.
Der foreligger ikke afpresning i strafferetlig forstand, såfremt afpresserens "vinding" ikke er uberettiget. Det anses eksempelvis ikke som afpresning i strafferetlig forstand at true en tyv med at anmelde ham til politiet, med mindre tyven tilbageleverer det stjålne.

§281 for afpresning straffes, for så vidt forholdet ikke falder ind under § 288 (røveri)
1) den, som, for derigennem at skaffe sig eller andre uberettiget vinding, truer nogen med vold, betydelig skade på gods eller frihedsberøvelse, med at fremsætte usand sigtelse for strafbart eller ærerørigt forhold eller åbenbare privatlivet tilhørende forhold,
2) den, som truer nogen med at anmelde eller åbenbare et strafbart forhold eller med at fremsætte sande ærerørige beskyldninger for derigennem at skaffe sig eller andre en vinding, der ikke er tilbørlig begrundet ved det forhold, som har givet anledning til truslens fremsættelse.
| Jura | Spire Denne juraartikel er en spire som bør udbygges. Du er velkommen til at hjælpe Wikipedia ved at udvide den. |